# Glabrithelphusa
Glabrithelphusa is een geslacht van kreeftachtigen uit de klasse van de Malacostraca (hogere kreeftachtigen).

## Soort
- Glabrithelphusa angene Meyer, Cumberlidge & Koppin, 2014